# Gaio Sulpicio Longo
Gaio Sulpicio Longo (in latino Caius Sulpicius Longus; fl. IV secolo a.C.) è stato un politico romano.

## Biografia
Fu eletto console nel 337 a.C. con Publio Elio Peto. Durante il loro consolato scoppiò una guerra tra i Sidicini e gli Aurunci, questi ultimi alleati di Roma. Il Senato deliberò di intervenire al fianco degli Aurunci, ma a causa di incertezze dei due consoli romani, la città degli Aurunci venne abbandonata e gli abitanti fuggirono verso Sessa Aurunca. Irritato per l'irrisolutezza dei due consoli e per la continuazione della guerra, il Senato nominò dittatore Gaio Claudio Regillense, che nominò Gaio Claudio Ortatore come magister equitum.
Fu eletto console una seconda volta nel 323 a.C. con Quinto Aulio Cerretano. A Sulpicio toccò la campagna contro i Sanniti, che rientrati nelle loro città, avevano defezionato il trattato appena firmato con i romani, mentre a Quinto toccò la campagna contro gli Apuli. In entrambi i casi, i romani devastarono i territori dei nemici, senza però riuscire ad arrivare ad uno scontro in campo aperto.
Fu eletto console, una terza volta, nel 314 a.C., con il collega Marco Petelio Libone. I due consoli rilevato il comando dell'esercito dal dittatore Quinto Fabio Massimo Rulliano, posero l'assedio a Sora, che presero con l'aiuto di un traditore.
Successivamente i due consoli, rivolsero gli eserciti contro gli Ausoni, riuscendo a catturare le città di Ausona, Minturno e Vescia, grazie al tradimento di dodici nobili Ausoni.
(Tito Livio, Ab Urbe condita, IX, 25.)
Quindi, saputo che gli abitanti di Luceria, avevano consegnato la guarnigione romana ai Sanniti, l'esercito si spostò in Apulia, prendendo la città al primo assalto. In Senato si discusse a lungo della sorte di Luceria, e alla fine si decise di inviare 2.500 coloni romani.
Intanto, le voci di un'insurrezione in preparazione a Capua, portò alla nomina a dittatore di Gaio Menio Publio.
Successivamente gli eserciti romani, condotti dai due consoli, affrontarono i Sanniti in campo aperto in Campania, riportando una chiara vittoria.
(Tito Livio, Ab Urbe condita, IX, 27.)
Per questo successo Sulpicio celebrò il trionfo a Roma..
Fu eletto dittatore nel 312 a.C., a causa della malattia che aveva colto il console Publio Decio Mure. Gaio Sulpicio approntò un esercito per fronteggiare gli Etruschi, che sembrava, si stessero riarmando contro Roma, ma in quell'anno non ci fu alcuno scontro.